# Cis boleti
Cis boleti là một loài bọ cánh cứng trong họ Ciidae. Loài này được Scopoli miêu tả khoa học năm 1763.

## Hình ảnh

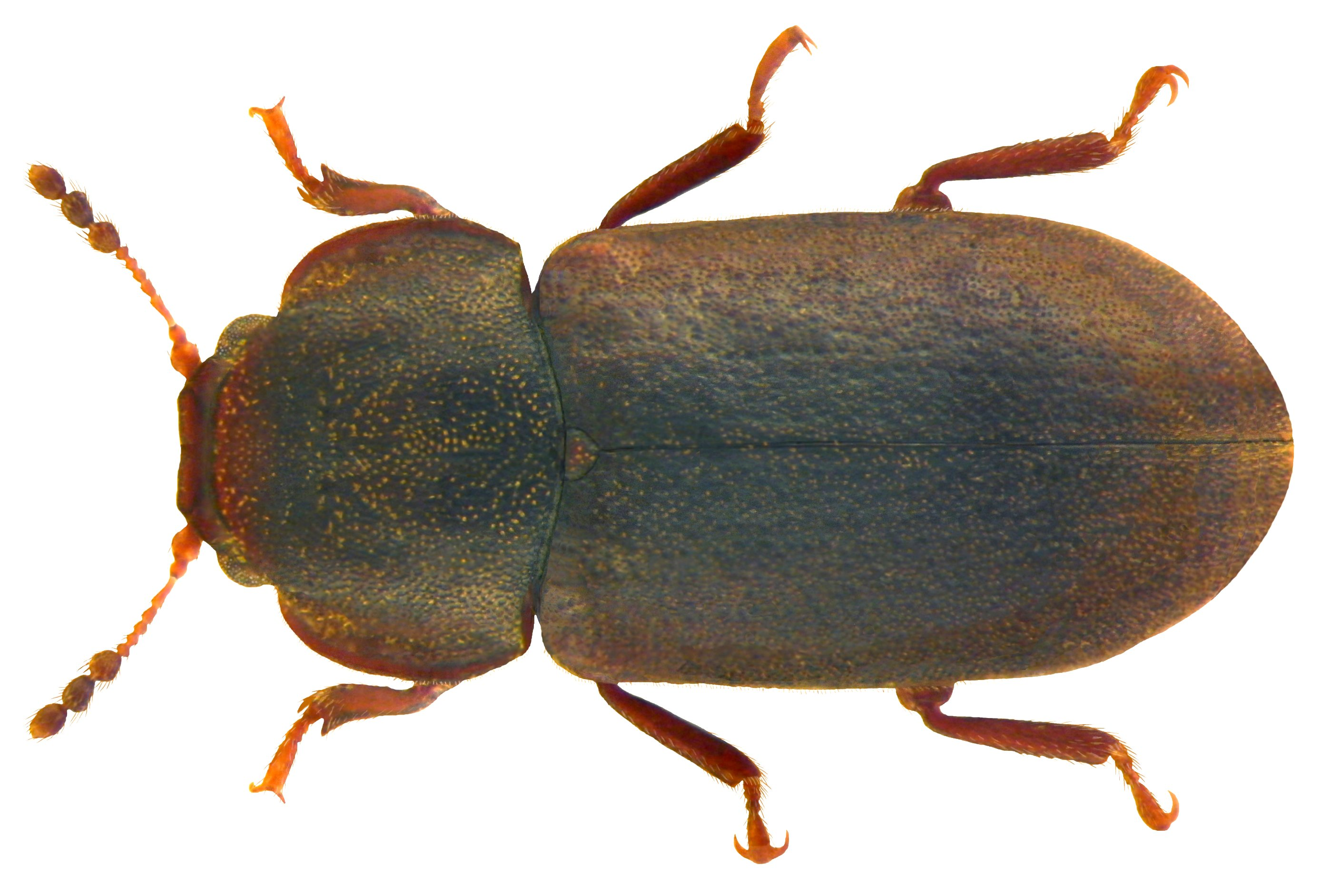
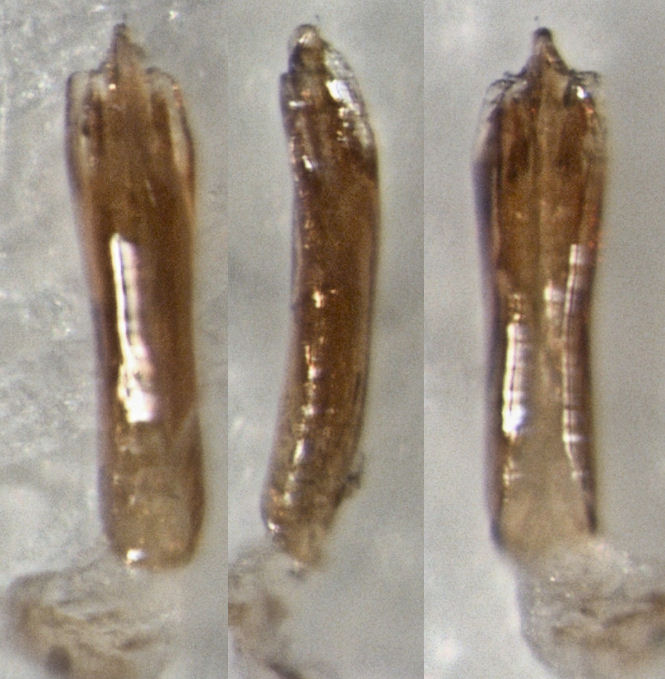
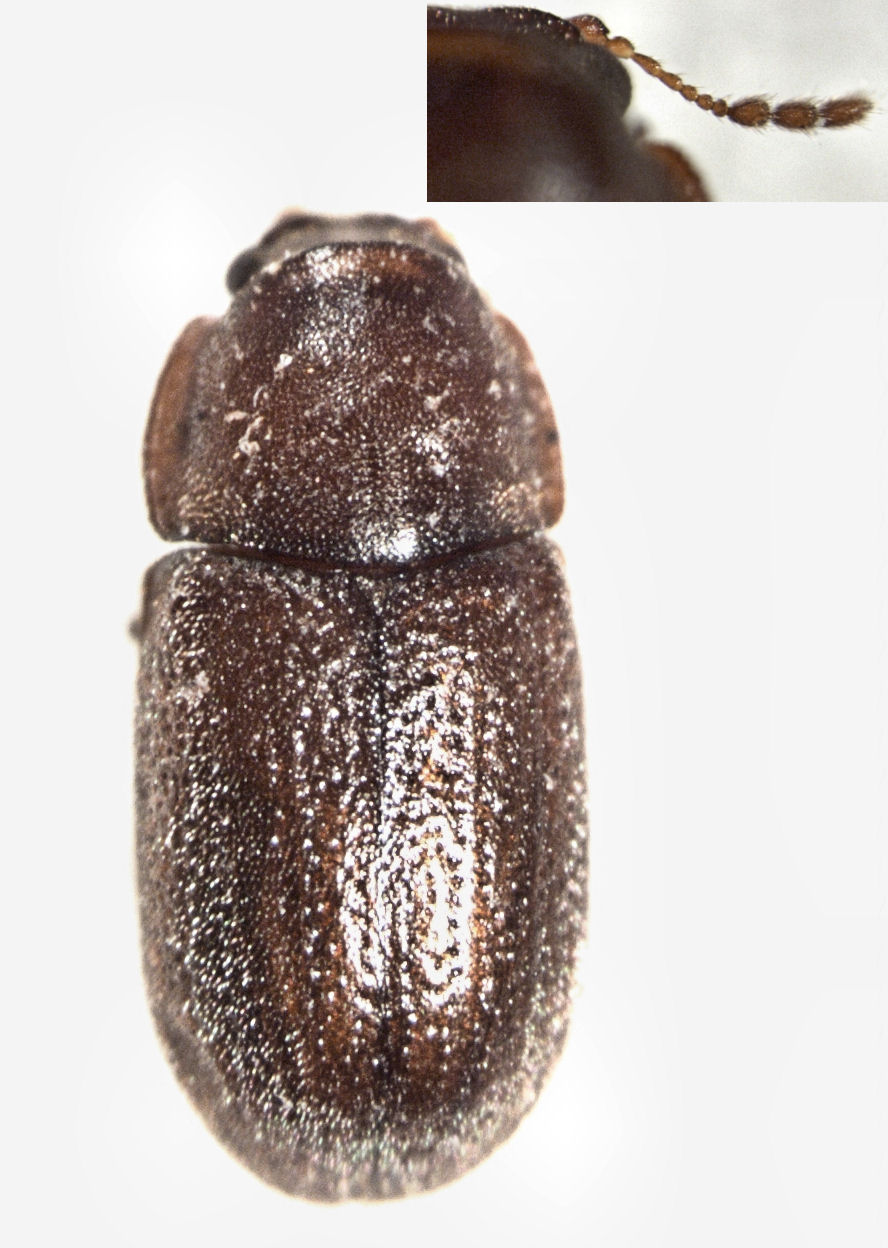
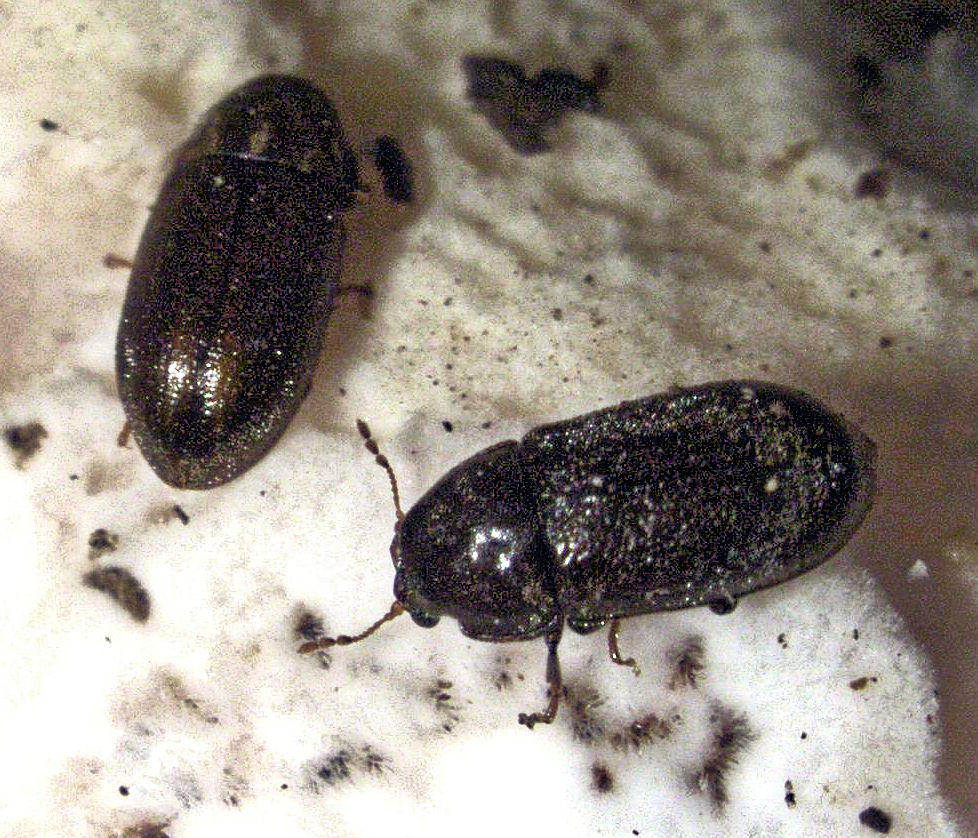